# Leo Gestel
Leo Gestel (Woerden, 22 de noviembre de 1881 - Hilversum, 26 de noviembre de 1941) fue un pintor holandés, adscrito al expresionismo. 

## Carrera
Su padre, Willem Gestel, director de la Woerdense Avondteekenschool, le dio sus primeras lecciones de dibujo. También recibió lecciones de un tío en Eindhoven. Estudió en la Academia Estatal de Bellas Artes en Ámsterdam. Influido por el fauvismo y el cubismo, desarrolló la mayor parte de su obra en un estilo expresionista, influido por la escuela belga de Sint-Martens-Latem y Constante Permeke. Posteriormente evolucionó a una cierta abstracción. Afectado por problemas de estómago, murió tras una larga enfermedad.
- Wikimedia Commons alberga una categoría multimedia sobre Leo Gestel.

- Datos: Q597999
- Multimedia: Leo Gestel / Q597999